# 메토클로프라미드
메토클로프라미드(metoclopramide)는 위와 식도 문제에 대부분 사용되는 약물이다.
구역질과 구토를 치료, 예방하는데 흔히 쓰이며, 위 기능 저하증 환자의 위를 비우는데 도움을 주고 위 식도 역류병에도 도움을 준다. 편두통 치료에도 사용된다.
2012년 기준으로 메토클로프라미드는 미국의 100대 처방약들 가운데 하나였다. 의료제도에 필수적인, 가장 효과적이고 안전한 의약이 기재된 WHO 필수 약물 목록에 등재되어 있다. 제네릭 의약품으로 구매가 가능하다.